# Natación en los Juegos Parapanamericanos

La  Natación es una disciplina incluido en el calendario de los Juegos Parapanamericanos desde la primera edición de los juegos en Ciudad de México 1999.

## Ediciones
| N.º | Año  | Sede              | País      |
| --- | ---- | ----------------- | --------- |
| I   | 1999 | Ciudad de México  | México    |
| II  | 2003 | Mar del Plata     | Argentina |
| III | 2007 | Río de Janeiro    | Brasil    |
| IV  | 2011 | Guadalajara       | México    |
| V   | 2015 | Toronto           | Canadá    |
| VI  | 2019 | Lima              | Perú      |
| VII | 2023 | Santiago de Chile | Chile     |

## Medallero Histórico
Sólo se considera desde los Juegos Parapanamericanos de Río 2007 ya que las dos versiones anteriores no cuentan un registro oficial del evento natación.

| Núm. | País                       | Oro | Plata | Bronce | Total |
| ---- | -------------------------- | --- | ----- | ------ | ----- |
| 1    | Brasil (BRA)               | 163 | 127   | 134    | 424   |
| 2    | México (MEX)               | 79  | 94    | 82     | 255   |
| 3    | Colombia (COL)             | 46  | 30    | 34     | 110   |
| 4    | Estados Unidos (USA)       | 54  | 63    | 68     | 185   |
| 5    | Argentina (ARG)            | 28  | 39    | 49     | 116   |
| 6    | Canadá (CAN)               | 74  | 80    | 62     | 216   |
| 7    | Cuba (CUB)                 | 14  | 16    | 5      | 35    |
| 8    | Venezuela (VEN)            | 9   | 7     | 14     | 30    |
| 9    | Chile (CHI)                | 5   | 3     | 1      | 9     |
| 10   | Perú (PER)                 | 3   | 0     | 0      | 3     |
| 11   | Puerto Rico (PUR)          | 0   | 1     | 1      | 2     |
| 12   | Costa Rica (CRC)           | 0   | 1     | 0      | 1     |
| 12   | República Dominicana (DOM) | 0   | 1     | 0      | 1     |
| 14   | Trinidad y Tobago (TTO)    | 0   | 0     | 2      | 2     |
| 15   | Ecuador (ECU)              | 0   | 0     | 1      | 1     |
| 15   | Uruguay (URU)              | 0   | 0     | 1      | 1     |